# Еррол (Нью-Гемпшир)
Еррол (англ. Errol) — місто (англ. town) в США, в окрузі Коос штату Нью-Гемпшир. Населення — 298 осіб (2020).

## Демографія
Згідно з переписом 2010 року, у місті мешкала 291 особа в 151 домогосподарстві у складі 78 родин. Було 507 помешкань
Расовий склад населення:
| - 94,8 % — білих - 2,4 % — чорних або афроамериканців - 0,3 % — корінних американців |

До двох чи більше рас належало 2,4 %. Частка іспаномовних становила 1,4 % від усіх жителів.
За віковим діапазоном населення розподілялося таким чином: 8,9 % — особи молодші 18 років, 66,0 % — особи у віці 18—64 років, 25,1 % — особи у віці 65 років та старші. Медіана віку мешканця становила 53,1 року. На 100 осіб жіночої статі у місті припадало 112,4 чоловіків;  на 100 жінок у віці від 18 років та старших — 115,4 чоловіків також старших 18 років.
Середній дохід на одне домашнє господарство  становив 62 671 долар США (медіана — 42 750), а середній дохід на одну сім'ю — 87 042 долари (медіана — 58 125). Медіана доходів становила 60 500 доларів для чоловіків та 32 250 доларів для жінок. За межею бідності перебувало 12,4 % осіб, у тому числі 14,8 % дітей у віці до 18 років та 12,8 % осіб у віці 65 років та старших.
Цивільне працевлаштоване населення становило 112 осіб. Основні галузі зайнятості: роздрібна торгівля — 24,1 %, освіта, охорона здоров'я та соціальна допомога — 13,4 %, мистецтво, розваги та відпочинок — 12,5 %.